# Sylvia Vitale Rotta
Sylvia Vitale Rotta, née le 20 novembre 1954[réf. souhaitée], est la présidente et fondatrice de Team Créatif Group.

## Biographie
Née en Tanzanie de parents italiens, c’est durant ses études de design à la "School Arts and Design" de Londres qu’elle rencontre le britannique Nick Craig, avec qui elle fonde en 1986 Team Créatif Group qui ouvre des filiales à l’étranger et en France à partir des années 2000,.
Impliquée dans la cause féminine, elle participe en 2014 à « See It Be It », initiative lancée au Cannes Lions visant à réduire les inégalités entre hommes et femmes dans le milieu de la communication.

## Distinctions et décorations
Sylvia Vitale Rotta a été décorée Chevalier de la Légion d’honneur (2017).

## Vie privée
Nick Craig, le cofondateur du groupe, aujourd’hui décédé, devient également l’époux de Sylvia en 2009. Ils ont ensemble deux filles[réf. souhaitée].